# Mafalda Portugalska (królowa Kastylii)
Mafalda Portugalska (ur. około 1190, zm. 1 maja 1256 w Rio Tinto) – infantka portugalska, królowa Kastylii jako żona Henryka I. 

## Życiorys
Była najmłodszą córka króla Portugalii Sancha I i Dulce Berenguer.
W 1215 roku poślubiła jedenastoletniego wówczas Henryka. W związku z młodym wiekiem małżonków, związek nie został skonsumowany. Małżeństwo zostało anulowane w 1216 r. Po tym zdarzeniu, Mafalda została zakonnicą w Arouca.
27 czerwca 1793 została beatyfikowana.